# Posídon
Posídon (em grego clássico: Ποσειδῶν; romaniz.: Poseidōn), também conhecido como Poseídon, Poseidon, Posidão, Posêidon ou Possêidon, assumiu o estatuto de deus supremo do mar, conhecido pelos romanos como Netuno, possivelmente tendo origem etrusca como Nethuns. Também era conhecido como o deus dos terremotos. Os símbolos associados a Posídon com mais frequência eram o tridente e o golfinho.
A origem de Posídon é cretense, como atesta seu papel no mito do Minotauro. Na civilização minoica era o deus supremo, senhor do raio, atributo de Zeus no panteão grego, daí o acordo da divisão de poderes entre eles, cabendo o mar ao antigo rei dos deuses minoicos.[carece de fontes?]

## Etimologia
A primeira ocorrência atestada do nome, escrito em Linear B, é 𐀡𐀮𐀆𐀃 Po-se-da-o'ouor 𐀡𐀮𐀆𐀺𐀚 Po-se-da-wo-n, que correspondem a Poseidaōn e Poseidawonos em grego micênico; em grego homérico aparece como Ποσειδάων (Poseidaōn); em eólico como Ποτειδάων (Poteidaōn); e em dórico como Ποτειδάν (Poteidan), Ποτειδάων (Poteidaōn), e Ποτειδᾶς (Poteidas). Um epíteto comum de Posídon é Γαιήοχος Gaiēochos, "agitador da Terra", um epíteto que também é identificado em tabuletas da Linear B. Outra palavra atestada 𐀁𐀚𐀯𐀅𐀃𐀚, E-ne-si-da-o-ne, relembra seus epítetos posteriores Ennosidas e Ennosigaios, indicando a natureza ctônica do deus grego.
As origens do nome "Posídon" são obscuras. Uma teoria as divide em um elemento que significa "marido" ou "senhor" πόσις (posis), do protoindo-europeu *pótis) e um outro elemento que significa "terra" (δᾶ (da), dórico para γῆ (gē)), produzindo algo como senhor ou cônjuge de Da, ou seja, da terra; isso seria ligá-lo com Deméter, a "mãe da Terra". O estudioso alemão Walter Burkert conclui que "o segundo elemento da- permanece irremediavelmente ambíguo" e encontra um "marido da Terra", uma leitura "completamente impossível de provar."
Outra teoria interpreta o segundo elemento como relacionado com a palavra *δᾶϝον dâwon "água"; isso tornaria *Posei-dawōn o mestre das águas. Há também a possibilidade de que a palavra tem origem do pré-grego. Platão em seu diálogo Crátilo dá duas etimologias alternativas: ou o mar o deteve enquanto caminhava com um "trava aos pés" (ποσίδεσμον), ou ele "sabia de muitas coisas" (πολλά εἰδότος or πολλά εἰδῶν).
Na língua portuguesa foram-lhe atribuídos muitos nomes, tais como Posídon, uma transliteração de seu nome em grego antigo, e Posidão. É também referido como Poseidon, nome também presente no mundo anglófono, ou Possêidon, também usado na lusofonia.

## Mito

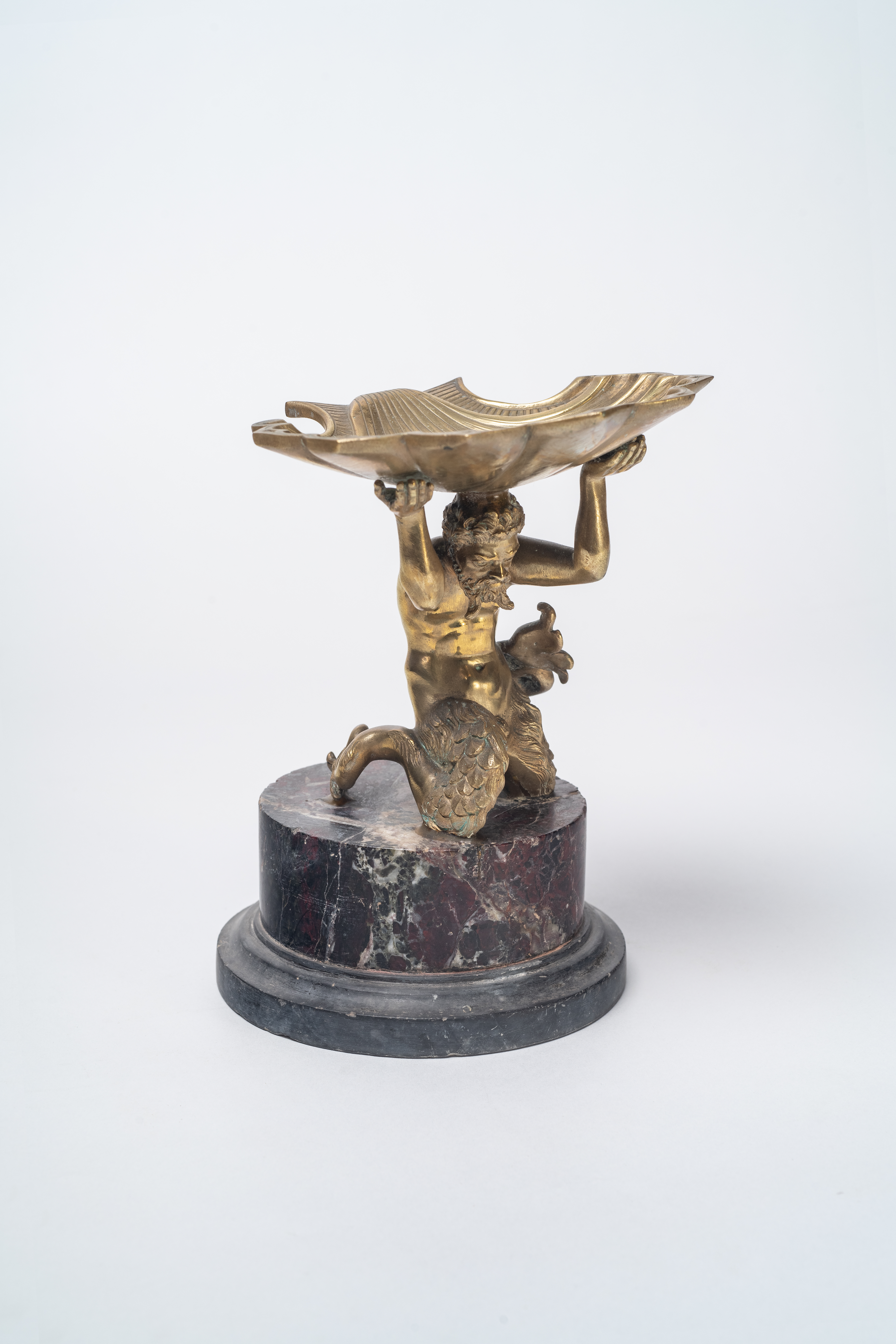
Saboneteira com Netuno. Casa Museu Eva Klabin.

### Nascimento
Posídon era um dos filhos de Cronos e Reia, e, como seus irmãos e irmãs, foi engolido por Cronos ao nascer. A ordem de nascimento de seus irmãos, segundo Pseudo-Apolodoro, é Héstia (a mais velha), seguida de Deméter e Hera, seguidas de Hades e Posídon o próximo a nascer, Zeus, foi escondido por Reia em Creta, que deu uma pedra para Cronos comer. Higino enumera os filhos de Saturno e Reia como Vesta, Ceres, Juno, Júpiter, Plutão e Netuno, ele também relata uma versão alternativa da lenda, em que Saturno encerra Orco no Tártaro e Netuno em baixo do mar, em vez de comê-los.
Primordialmente Zeus terá obrigado seu pai, Cronos, a regurgitar e restabelecer a vida aos filhos que este engoliu, entre eles está Posídon, explicando assim Zeus como o irmão mais novo, pois sua mãe Reia, deu uma pedra em seu lugar.[carece de fontes?]

### Vida inicial
Posídon fora criado entre os Telquines, os demónios de Rodes. Quando atingiu a maturidade, apaixonou-se por Hália, uma das irmãs dos Telquines, e desse romance nasceram seis filhos e uma filha, de nome Rodo, daí o nome da ilha de Rodes.

### Divindade

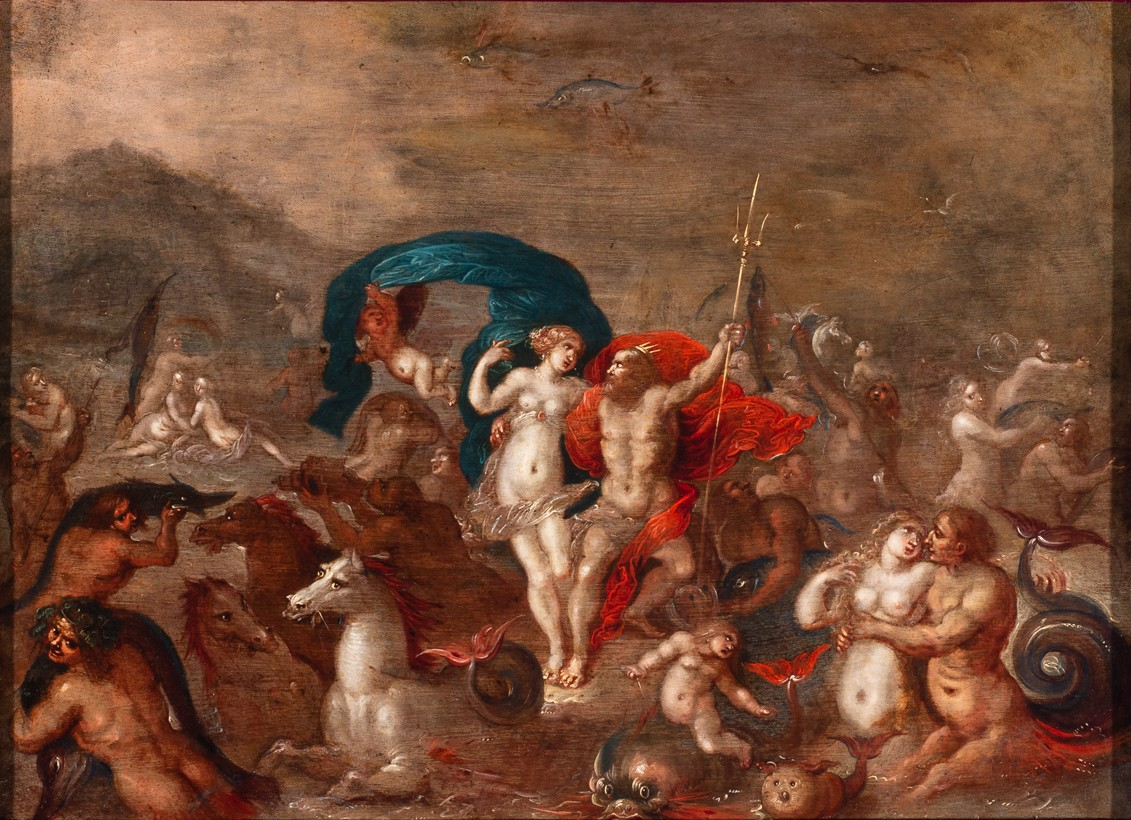
Poseidon e Anfitrite, Casa Museu Eva Klabin.

Posídon disputou com Atena para decidir qual dos dois seria o padroeiro de Atenas.
Segundo Marco Terêncio Varrão, citado por Agostinho de Hipona, as mulheres da Ática tinham o direito ao voto na época do rei Cécrope I. Quando este rei fundou uma cidade, nela brotaram uma oliveira e uma fonte de água. O rei perguntou ao oráculo de Delfos o que isso queria dizer, e resposta foi que a oliveira significava Minerva e a fonte de água Netuno, e que os cidadãos deveriam escolher entre os dois qual seria o nome da cidade. Todos os cidadãos foram convocados a votar, homens e mulheres; os homens votaram em Netuno, as mulheres em Minerva, e Minerva venceu por um voto. Netuno ficou irritado, e atacou a cidade com as ondas. Para apaziguar o deus (que Agostinho chama de demônio), as mulheres de Atenas aceitaram três castigos: que elas perderiam o direito ao voto, que nenhum filho teria o nome da mãe e que ninguém as chamaria de atenienses.

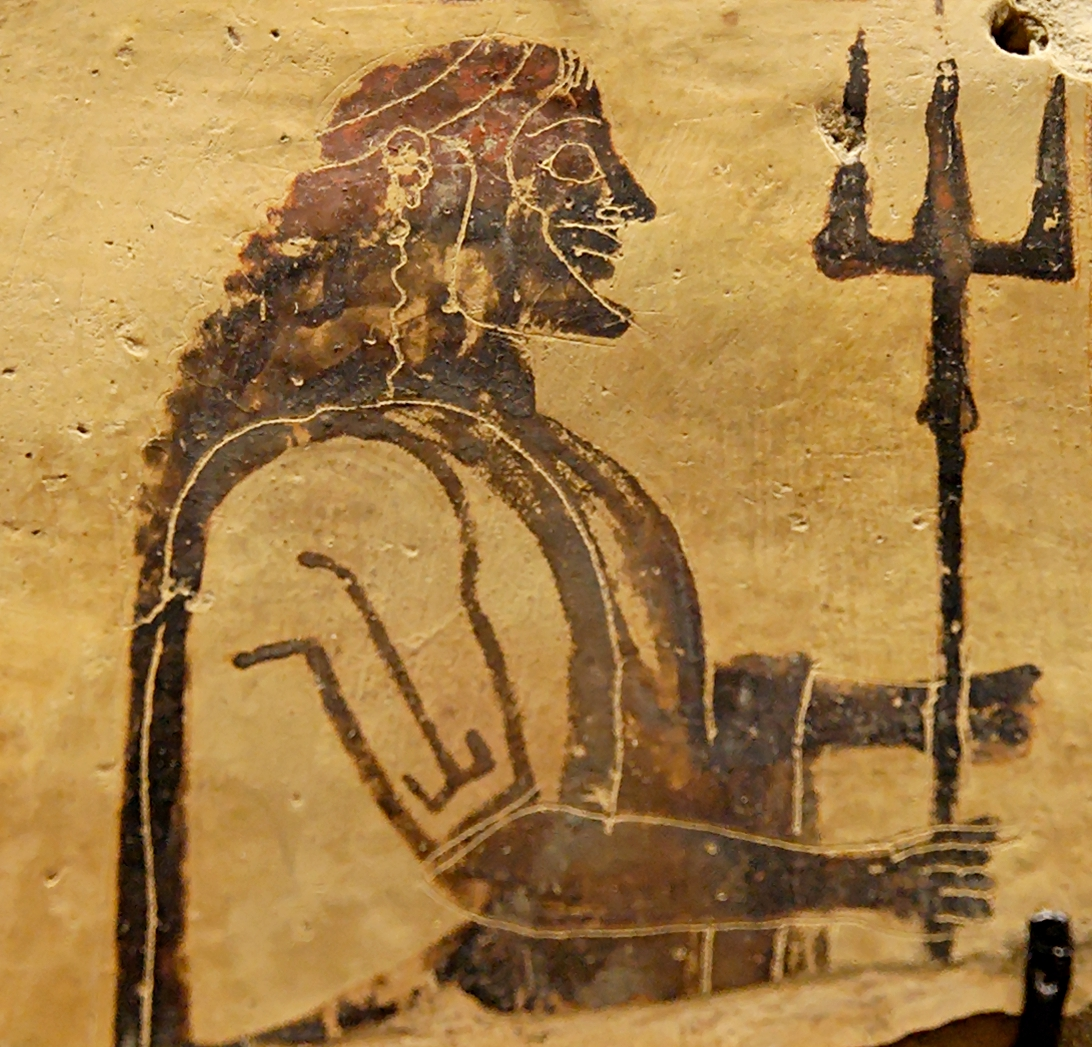
Posídon, – peça depositada no Museu do Louvre

Na Ilíada, Posídon aparece-nos como o deus supremo dos mares, comandando não apenas as ondas, correntes e marés, mas também as tempestades marinhas e costeiras, provocando nascentes e desmoronamentos costeiros com o seu tridente. Embora seu poder pareça ter se estendido às nascentes e lagos, os rios, por sua vez, têm as suas próprias deidades, não obstante, o facto de que Posídon fosse dono da magnífica ilha de Atlântida.[carece de fontes?]
Geralmente, Posídon usava a água e os terremotos para exercer vingança, mas também podia apresentar um caráter cooperativo. Ele auxiliou bastante os gregos na Guerra de Troia, mas levou anos se vingando de Odisseu, que havia ferido a cria de um de seus ciclopes.
Os navegantes oravam a ele por ventos favoráveis e viagens seguras, mas seu humor era imprevisível. Apesar dos sacrifícios, que incluíam o afogamento de cavalos, ele podia provocar tempestades, maus ventos e terremotos por capricho.[carece de fontes?]
Considerando que as inúmeras aventuras amorosas de Posídon foram todas frutíferas em descendentes, é de notar que, ao contrário dos descendentes de seu irmão Zeus, os filhos do deus dos mares, tal como os de seu irmão Hades, são quase todos maléficos e de temperamentos violentos. Alguns exemplos: de Teosa nasce o ciclope Polifemo; de Medusa nasce o gigante Crisaor; de Amimone nasce Náuplio; com Deméter nasce Despina, deusa do inverno que acaba com tudo o que sua mãe e sua meia-irmã Perséfone cultivam, também congela as águas; com Ifimedia, nascem os irmãos gigantes Oto e Efialtes (os Aloídas), que chegaram mesmo a declarar guerra aos deuses. Por sua vez, os filhos que teve com Halia cometeram tantas atrocidades que o pai teve de os enterrar para evitar-lhes maior castigo.[carece de fontes?]
Casou ainda com Anfitrite, filha de Nereu e Dóris de quem nasceu o seu filho Tritão, o deus dos abismos oceânicos, que ajudou Jasão e os seus argonautas a recuperar o Velocino de ouro,[carece de fontes?] e Rode, que se casou com Hélio.

## Filhos
Existem várias listas de filhos deste deus. Higino enumera os seguintes filhos:
- Boeoto e Heleno, por Antíopa, filha de Éolo
- Agenor e Belo, por Líbia, filha de Épafo
- Belerofonte, por Eurínome, filha de Niso
- Leuconoé por Temisto, filha de Hipseu
- Hirieu, por Alcíone (filha de Atlas)
- Abas por Aretusa, filha de Nereu
- Efoceu por Alcíone (filha de Atlas)
- um texto ilegível, que parece ter as palavras Belo e Actor
- Díctis por Agamede, filha de Augias
- Evadne por *Lena, filha de Lêucipo
- Megareu por Oenope, filha de Epopeu
- Cigno por Cálice, filha de Hecato
- Periclimeno e Anceu por Astipaleia, filha de Fênix
- Neleu e Pélias por Tiro (mitologia), filha de Salmoneu
- Eupemo, Lico e Nicteu por Celeno, filha de *Ergeu
- outro texto truncado, com palavras Peleu *Arprites e Anteu
- Eumolpo por Quíone, filha de Áquilo
- outro texto truncado, com palavras por Amimone assim como cíclope Polifemo
- *Meto por Melite, filha de Búsiris
- Despina e Árion (gêmeos), por Deméter.
- Cimopoleia e Tritão, por Anfitrite.
- Anteros por Nérites.